# You Gotta Say Yes to Another Excess
You Gotta Say Yes to Another Excess är Yellos tredje studioalbum, utgivet i juni 1983. Det är det sista albumet med originalmedlemmen Carlos Perón.

## Låtlista
1. "I Love You" – 3:14
2. "Lost Again" – 4:18
3. "No More Words" – 3:58
4. "Crash Dance" – 2:08
5. "Great Mission" – 2:56
6. "You Gotta Say Yes to Another Excess" – 2:08
7. "Swing" – 3:26
8. "Heavy Whispers" – 3:56
9. "Smile on You" – 3:09
10. "Pumping Velvet" – 3:18
11. "Salut Mayoumba" – 4:40
12. "Two Worlds" (bonusspår på vissa kassettutgåvor)